# Ambasada Republicii Moldova în Federația Rusă
Ambasada Republicii Moldova în Federația Rusă (în rusă Посольство Молдавии в России, transliterat: Posolstvo Moldavii v Rossii) este misiunea diplomatică a Republicii Moldova în Federația Rusă, avându-și sediul în Moscova. Ambasada oferă servicii consulare cetățenilor moldoveni cu reședința sau care călătoresc în Rusia.

## Ambasadori
| №  | Nume                | Portret                                                             | Mandat               | Mandat             |
| -- | ------------------- | ------------------------------------------------------------------- | -------------------- | ------------------ |
| 1  | Petru Lucinschi     | Petru Lucinschi 2000                                                | 1992                 | 1993               |
| 2  | Anatol Țăranu       | Anatol Țăranu (2014-10-16)                                          | 1993                 | 1994               |
| 3  | Valeriu Pasat       | Valeriu Pasat – Defense.gov News Photo 980129-D-9880W-008 (cropped) | 26 august 1994       | 17 martie 1997     |
| 4  | Valeriu Bobuțac     | Silver - replace this image male                                    | 18 martie 1997       | 1 februarie 2002   |
| 5  | Vladimir Țurcan     | Vladimir Țurcan (Accent TV, 16 Oct 2015)                            | 21 martie 2002       | 29 aprilie 2005    |
| 6  | Vasile Sturza       | Silver - replace this image male                                    | 12 septembrie 2005   | 25 septembrie 2008 |
| 7  | Andrei Neguța       | Dmitry Medvedev 29 May 2009-4                                       | 26 decembrie 2008    | 26 aprilie 2012    |
| 8  | Andrei Galbur       | Andrei Galbur                                                       | 18 decembrie 2012    | 6 aprilie 2015     |
| 9  | Dumitru Braghiș     | Vladimir Putin 16 January 2001-6                                    | 23 noiembrie 2015    | 14 martie 2017     |
| 10 | Andrei Neguța       | Dmitry Medvedev 29 May 2009-4                                       | 3 mai 2017           | 14 decembrie 2020  |
| 11 | Vladimir Golovatiuc | Vladimir Golovatiuc (2015-05-14) (cropped)                          | 16 decembrie 2020    | 19 august 2021     |
| 12 | Lilian Darii        | Silver - replace this image male                                    | din 12 ianuarie 2022 |                    |

## Contacte
- Adresa: 107031, Moscova, str. Kuznețkii Most, 18/7
- Telefon: (+7 495) 624 53 53; (+7 495) 624 80 91
- Fax: (+7 495) 624 90 95
- E-mail: moscovamfa.md
- Serviciu consular: 107031, Moscova, str. Rojdestvenka, 7/18